# كونكافيناتور

طول كونكافيناتور مقارنة بالانسان

كونكافيناتور Concavenator هو جنس من الديناصورات الثيروبودا الآكلة اللحوم من العصر الطباشيري المبكر معنى الاسم صياد كوينكا ذو السنام.
هذا الديناصور واحد من الديناصورات المتوسطة في الحجم طوله 5 امتار ويتميز هذا النوع بالقطع العظمية التي توجد على عموده الفقري التي تشبه السنم او الشراع الصغير ويمكن ان يكون هذا الجزء مساعدا لهذا الديناصور في تنظيم حرارة جسمه مثل الديناصورات ذوات الاشرعة كالسبينوصور و الزاحف ديميترودون وغيرهم مع امكانية وجود الريش على جسمه حيث وجد العلماء اماكن محتملة لوجود الريش على الزند مثل الطيور وذوات الريش ولكن مازات حقيقية ما اذ كان هذا الديناصور الثيروبودي يمتلك الريش ام لا لغزا.
1. 1 2 3   https://www.nature.com/articles/nature09181. {{استشهاد ويب}}: |url= بحاجة لعنوان (مساعدة) والوسيط |title= غير موجود أو فارغ (من ويكي بيانات) (مساعدة)